# 愛丁堡機場
愛丁堡機場（英語：Edinburgh Airport）位於蘇格蘭首府愛丁堡格里斯頓，是蘇格蘭最繁忙的機場，亦是英國第6繁忙機場。機場前身為特恩豪斯空軍基地，在一戰時為英國最北的空軍基地；二戰期間興建三條跑道以供作戰需要。二戰後機場開始提供民航服務，1971年由英國機場管理局接管，現由全球基础建设合伙公司擁有，與倫敦城市機場和格域機場同一集團。機場經過多次擴建後，現有兩條跑道，年處理超過1,100萬名旅客和10萬次航班。機場僱用了2,500名員工，日以繼夜地工作使機場24小時運作。

## 歷史

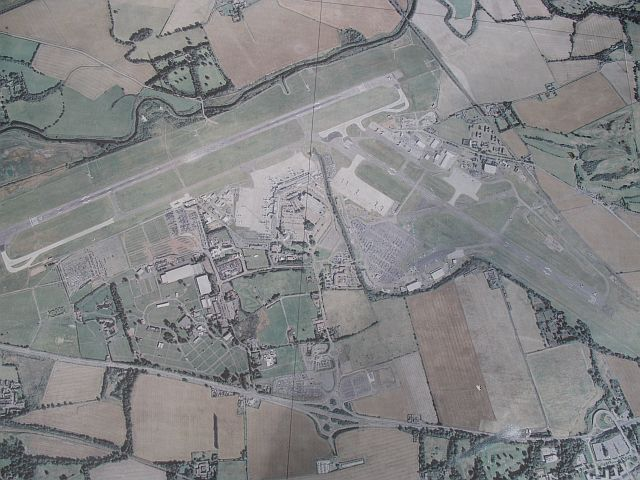
機場烏瞰圖

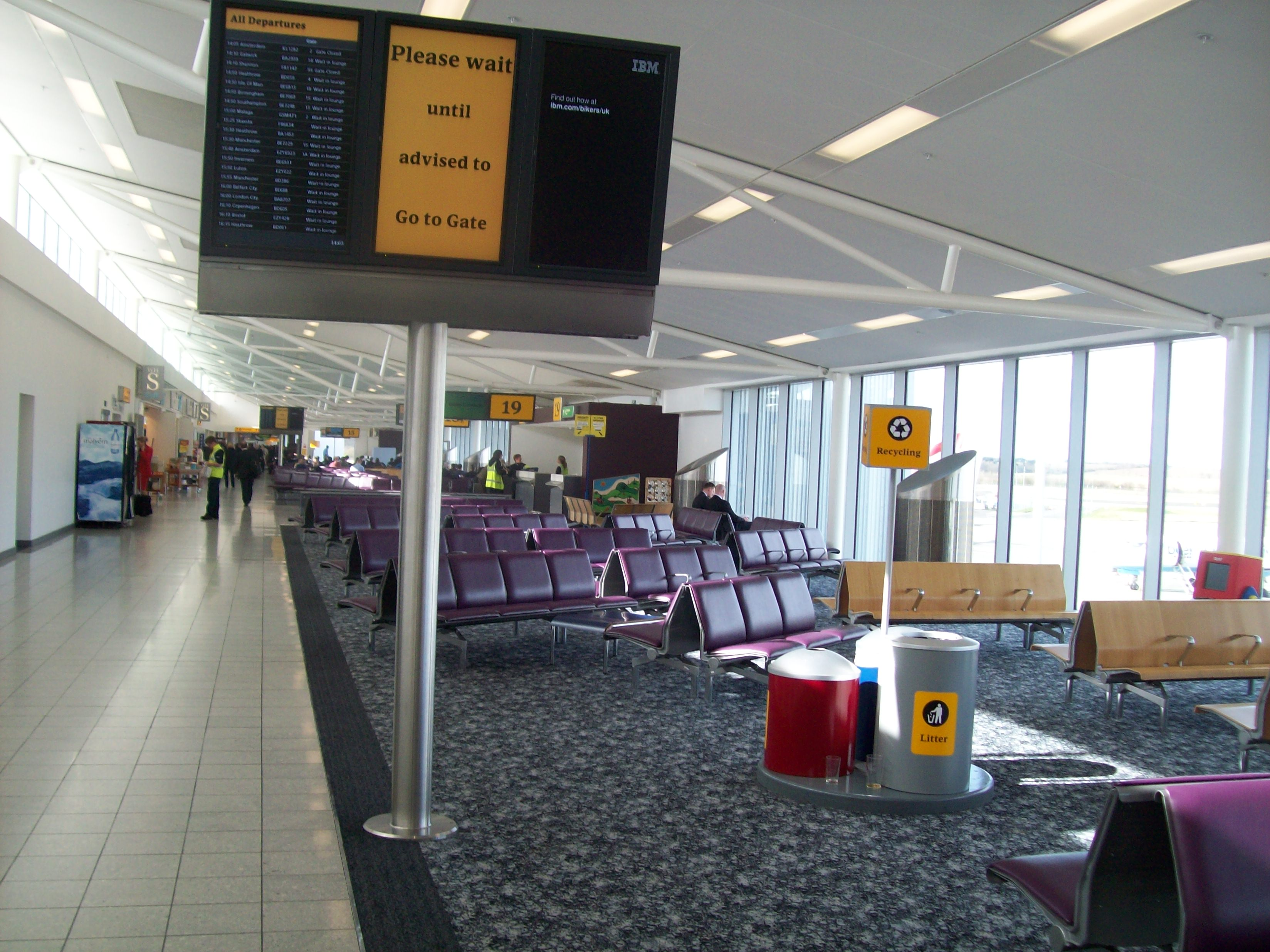
離境侯機室

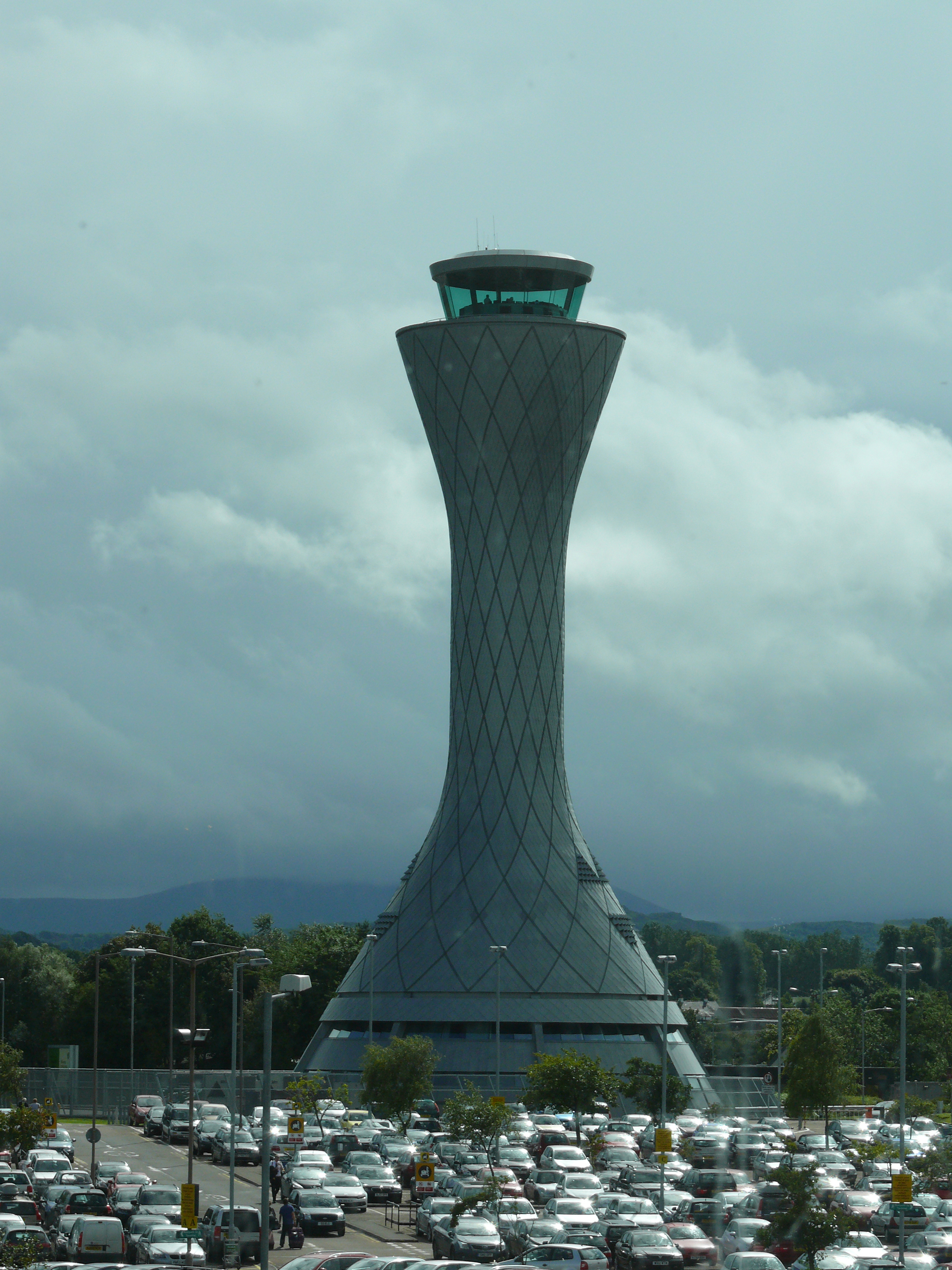
機場控制塔

### 二戰前
在1916年前，洛錫安區並沒有正式的軍用機場，但皇家海軍的飛機偶而會在特恩豪斯農地上升降。4月2日德軍齊柏林飛船空襲愛丁堡，使軍方把特恩豪斯農地改造成為一座軍用機場。特恩豪斯機場是英國在一戰時最北方的空軍基地，由英國皇家飛行隊駐守，機場旁邊是愛丁堡－邓迪鐵路，能快速運輸軍用物資。
1939年第二次世界大戰爆發，英國皇家空軍接管了機場並興建三條混凝土跑道取代乾草跑道，其中13/31跑道長3,900尺，以供噴火戰鬥機升降。

### 戰後國營時期
戰爭結束後，機場依然由軍方管理。1946年，特恩豪斯機場出現首條民航航線，英國歐洲航空用前德國空軍的容克斯Ju 52營運愛丁堡－倫敦航線，來回機價需要11英鎊；1950年改用維克斯子爵飛機營運。1947年5月12日，英國民航部從軍方接管了機場的航空交通通訊（除了星期日），並在機場增設海關設施。1949年4月1日，特恩豪斯機場正式轉為軍民合用機場，但在前一年已經有約7,000名旅客使用。1951年4月，當局開展擴建13/31跑道至5,900尺長，以供第603飛行中隊的吸血鬼戰鬥機升降。1952年4月22日，愛爾蘭航空以道格拉斯DC-3營運愛丁堡－都柏林航線，是機場首條國際航線。1954年8月，特恩豪斯機場開始興建新的客運大樓、道路和停車場，以取代用作客運大樓的皇家空軍軍營大樓，工程價格為85,000鎊，在1956年4月12日啟用。1957年，軍方解散了駐守愛丁堡的第603飛行中隊。1957年4月1日，BKS空運開啟了愛丁堡－貝爾法斯特和泰恩河畔新堡航線，為首家獨立業航空公司進入特恩豪斯機場。次年，同樣是獨立業的銀城航空開啟了曼島航線。
1960年，英國國防部把機場的擁有權轉移給航空部，機場開始非軍事化。機場在1961年曾短暫關閉，以加快擴建跑道等工程來容納维克斯先锋飛機營運倫敦希斯洛線。到了1964年，機場客運量達454,000人次，成為英國客運量增長最快速的機場之一。踏入1960年代，當局意識到機場的側風問題日益嚴重，不少航班因此而取消或轉飛，因此在1963年提出新跑道方案。1965年民航部部長羅伊·詹金斯指新跑道造價（200至300萬鎊）太貴，他最多只會考慮興建新客運大樓。機場客運量迅速增長，到了1960年代未，客運量已是設計容量上限的10倍，1969年的使用人次已逾60萬。

### 機管局接管
1971年4月1日，英國機場管理局接管了特恩豪斯機場，以及另外兩座蘇格蘭機場阿伯丁和格拉斯哥。由於現在兩條較短跑道難以擴建，於是機管局計劃在興建一條新跑道和新客運大樓，而舊有的客運大樓和機車則改建成貨運中心，使機場面積增加一倍。居民極力反對這擴建計劃，於是當局展開公眾諮詢至1972年2月，但到1973年3月才公佈諮詢結果。擴建工程在1973年6月正式展開，耗資1,300萬鎊，新跑道07/25長8,386尺，符合第二類仪表着陆系统，所有類型客機（包括協和式飛機）都能在此跑道升降。新的客運大樓在1975年才開始興建，內含較大海關檢查區和自動行李輸送帶，總面積為146,000平方尺，於1977年5月27日在英女王主持下開幕，兩天後啟用線。
受1980年代初期經濟衰退影響，機場的客運量有所下降，但機場仍然進行多項升級工程，包括升級至第三類仪表着陆系统、興建航空燃油庫等設施。到1982年夏天，機場已有25家航空公司提供21個目的地。1984年起，多家航空公司進壁愛丁堡，營運多條國際航線，包括巴黎、哥本哈根、法蘭克福等機場，使機場客運量超過100萬人次，機場亦在翌年錄得盈利。1986年機場法的通過，使英國機場管理局在次年成為上市公司，愛丁堡機場有限公司接替了接管了機場的營運。1989年5月，愛丁堡機場轉型成為24小時運作的機場。這舉使機場的航點和客運量有所增加，機場亦在1989/90財政年度錄得670萬鎊盈利。1990年的開放天空政策，使格拉斯哥普雷斯特威克机场不再是蘇格蘭唯一一座營運北大西洋航線的機場，現航空公司能開辦美洲往愛丁堡航線。
冷戰結束後，愛丁堡機場的皇家觀察團總部關閉，部份大樓改為貨倉，其餘的則拆卸。1994年，當局拆卸了1954年所建的舊客運大樓，而機庫則改為貨運中心和飛行俱樂部。1997年，特恩豪斯空軍基地正式關閉，其設施改作貨運用途。1999年，當局斥資高達1億鎊，用以擴建國際客運大堂，增設46個登記櫃位，以及更多的零售商店，並關閉了08/26跑道及在機場北面修建佔地5英畝的貨運村。

### 21世紀
2000年機場的客運量已超過550萬人次，貨物吞吐量達17,000噸，越10萬航班升降。2001年，客運大樓進行大型裝修工程，希望能把容量擴充一倍，使愛丁堡機場成為英國第六大機場。2002年，以愛丁堡為基地的低成本航空公司全球跨越航空成立，提供多個歐洲度假勝地目的地。2004年，機場興建新的控制塔，高187尺，造價為1,000萬鎊，其獨特的造型成為了當地的地標。2007年，受惠於格拉斯哥機場恐怖襲擊，愛丁堡機場取代了格拉斯哥機場成為蘇格蘭最繁忙的機場，年客運量越過900萬人次。2008年，機場展開一系列工程，包括重新鋪設跑道面，建造新的離境大堂和增加停機坪。
2011年，機管局宣佈按競爭事務委員會要求，將會出售愛丁堡機場。機場亮麗的業績吸引了多家公司競技，最終全球基礎建設合夥公司以8億鎊價錢成功買下愛丁堡機場，在2012年6月1日正式接管機場。然而接管後的機場國際航班有所下趺，於是全基建與瑞安航空達成協議以挽回這趺勢，瑞安航空將在2013年開辦6條新航線。2013年2月7日，易捷航空開通倫敦城市機場－愛丁堡航線，使愛丁堡能通往六座倫敦機場。

## 航點

### 客運
| 航空公司                                | 目的地 |
| --------------------------------------- | --- |
| 愛爾蘭區域航空 由斯托巴特航空營運       | 科克、都柏林、香農 |
| 加拿大胭脂航空                          | 季節性： 多倫多－皮爾遜 |
| 法國航空                                | 巴黎－夏尔·戴高乐 |
| 美國航空                                | 季節性： 紐約－JFK |
| 大西洋航空                              | 沃格 |
| 奧地利航空                              | 季節性包機： 因斯布魯克 |
| BH航空                                  | 季節性包機： 布爾加斯 |
| 英國航空                                | 倫敦－格域、倫敦－希斯路 |
| 英國航空 由英航城市飛行者航空營運       | 倫敦－城市 季節性包機： 阿利坎特、巴塞罗那、尚贝里、法鲁、伊维萨岛、梅诺卡岛、马略卡、图卢兹、威尼斯－馬可·波羅 |
| 布魯塞爾航空                            | 布魯塞爾 |
| 達美航空                                | 紐約－JFK |
| 易捷航空                                | 阿利坎特、阿姆斯特、雅典、巴塞尔／米卢斯、贝尔法斯特－国际、柏林－舍讷费尔德、布里斯托尔、哥本哈根、豐沙爾、日内瓦、汉堡、克拉科夫、里斯本、倫敦－格域、倫敦－盧頓、伦敦－斯坦斯特德、里昂、馬德里、米兰－马尔彭萨、慕尼黑、帕福斯、巴黎－夏尔·戴高乐、布拉格、 雷克雅未克－凯夫拉维克、斯图加特、特内里费南部、威尼斯－馬可·波羅、維也納 季節性： 博德鲁姆、達拉曼、杜布罗夫尼克、格勒诺布尔、伊拉克利翁、那不勒斯、尼斯、马略卡 |
| 雪絨花航空                              | 季節性： 蘇黎世 |
| 欧洲之翼航空                            | 季節性： 杜塞尔多夫 |
| 欧洲之翼航空 由德国之翼航空營運         | 科隆/波恩 |
| 芬蘭航空                                | 季節性： 赫尔辛基 |
| 芬蘭航空 由北歐區域航空                 | 季節性： 赫尔辛基 |
| 弗莱比航空                              | 贝尔法斯特－城市、伯明翰、卡迪夫、東密德蘭、埃克塞特、诺克、利物浦、倫敦－城市、曼彻斯特、巴黎－夏尔·戴高乐、南安普敦 季節性： 贝尔热拉克、澤西、纽基 季節性包機： 日内瓦、因斯布魯克 |
| 弗莱比航空 由洛根航空營運               | 柯克沃爾、諾里奇、斯托诺韦、薩姆堡、維克 |
| 西班牙快运航空                          | 馬德里 |
| 捷特二航空                              | 阿利坎特、布達佩斯、富埃特文图拉、大加那利、兰萨罗特、特内里费南部、維也納 季節性： 尚贝里、達拉曼、杜布罗夫尼克、法鲁、日内瓦、赫羅納、伊拉克利翁、伊维萨岛、凯法利尼亚、拉纳卡、马拉加、梅诺卡、莫夕亞、那不勒斯、马略卡、帕福斯、普拉、雷烏斯、罗得岛 、萨尔茨堡、斯普利特、都靈 、威尼斯－馬可·波羅、维罗纳、扎金索斯 季節性包機： 日内瓦                                                                                     |
| 荷蘭皇家航空                            | 阿姆斯特 |
| 荷蘭皇家航空 由荷蘭皇家城市短途航空營運 | 阿姆斯特 |
| 漢莎航空                                | 法兰克福 |
| 挪威航空                                | 哥本哈根、馬拉加、奥斯陆－加勒穆恩、特内里费南部 季節性： 巴塞罗那、斯德哥爾摩－阿蘭達 |
| 阿聯酋航空                              | 杜拜 |
| 卡塔尔航空                              | 多哈 |
| 瑞安航空                                | 阿利坎特、巴塞罗那、波隆納、波爾多、布拉提斯拉瓦、沙勒罗瓦、哥本哈根、都柏林、法鲁、富埃特文图拉、格但斯克、大加那利、哈恩、克拉科夫、卢森堡、兰萨罗特、伦敦－斯坦斯特德、马拉加、马略卡、馬耳他、莫斯、波茲南、罗马－钱皮诺、桑坦德、特内里费南部、華沙-莫德林、韦策、圣地亚哥-德孔波斯特拉 季節性： 贝济耶、不来梅、科孚、哥德堡－蘭德維特、考纳斯、马赛、 比萨、普瓦捷                                                         |
| 北歐航空                                | 哥本哈根、斯德哥爾摩－阿蘭達 季節性：奥斯陆－加勒穆恩 |
| 湯姆森航空                              | 大加那利、兰萨罗特、特内里费南部 季節性： 安塔利亚、布爾加斯、坎昆、科孚、達拉曼、日内瓦、伊维萨岛、因斯布魯克、拉纳卡、梅诺卡、奥兰多－桑福德、马略卡、帕福斯、普拉、罗得岛 |
| 法國泛航航空                            | 巴黎－奥利 |
| 土耳其航空                              | 伊斯坦堡－阿塔蒂尔克 |
| 聯合航空                                | 紐華克 季節性： 芝加哥－奥黑尔 |
| 伏林航空                                | 阿利坎特、巴塞罗那、巴黎－奥利、羅馬－菲烏米奇諾 |
| 海南航空                                | 北京－首都（2024年5月17日開辦） |

### 貨運
| 航空公司 | 目的地                                     |
| -------- | ------------------------------------------ |
| DHL航空  | 東密德蘭、莱比锡/哈雷                      |
| 皇家郵政 | 阿伯丁、東密德蘭、印威內斯、伦敦斯坦斯特德 |
| UPS      | 科隆/波恩、東密德蘭                        |

## 對外交通

### 道路

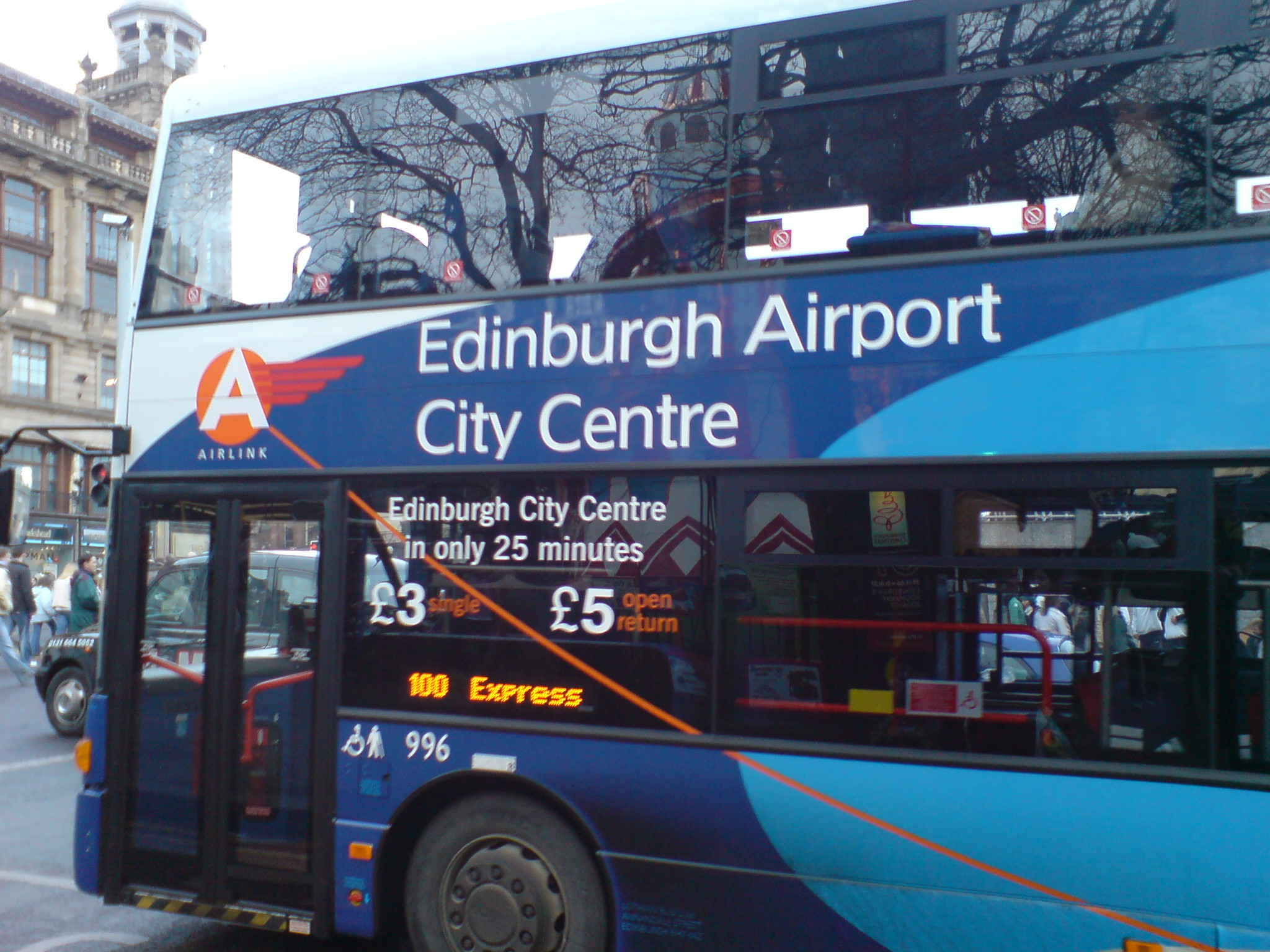
洛錫安公車的機場快線「空中快線100路」

愛丁堡機場位於A8格拉斯哥－愛丁堡公路，附近亦有M8高速公路（往格拉斯哥）和M9高速公路（往史特靈）。附近亦有M90高速公路，經福斯公路大桥可北上直達伯斯。
洛錫安公車提供機場的公車服務，包括往愛丁堡市區的「空中快線100路」、往海洋購物城（Ocean Terminal）的200路。此外，捷達集團旗下的JET快線亦有提供巴士服務。

### 電車

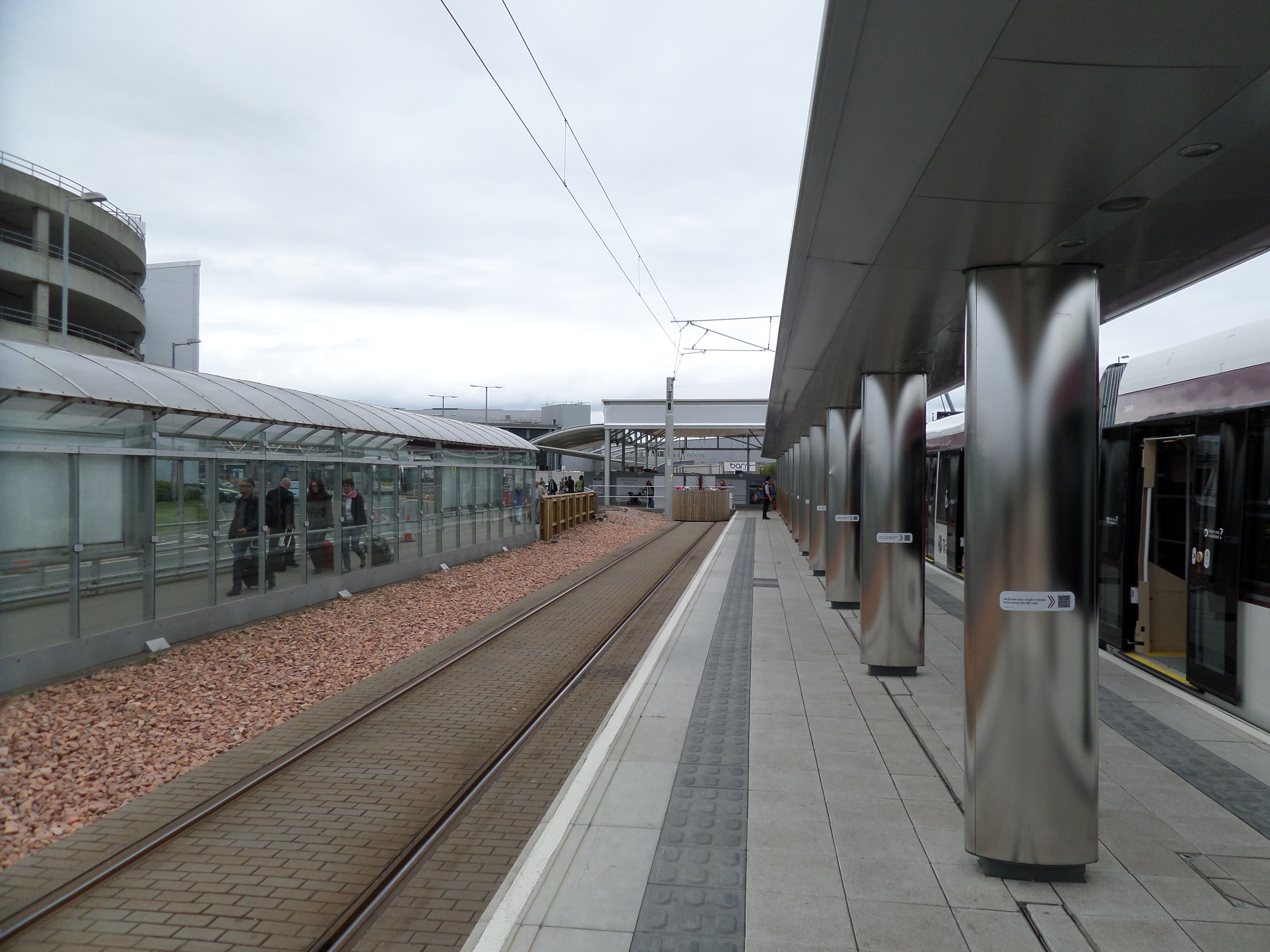
愛丁堡機場電車終點站

2014年5月31日啟用的愛丁堡電車，從機場站出發能直達市中心的約克廣場。

### 火車
目前沒有火車路線能直接愛丁堡機場，但法夫環線和愛丁堡－格拉斯哥線均有車站靠近機場。當局曾計劃修建機場支線，但在2007年因政府改組而取消。
機場支線被擱置，取而代之是更便宜的計劃，在法夫環線上增設一座新車站愛丁堡大門站（Edinburgh Gateway station），供旅客在此站轉乘電車往機場。此計劃在2012年獲議會通過，並於2016年12月11日啟用。